# Krucjaty Billy’ego Grahama pod Południowym Krzyżem (1959)
Krucjaty Billy’ego Grahama pod Południowym Krzyżem – seria kampanii ewangelizacyjnych (inaczej krucjaty) amerykańskiego ewangelisty Billy’ego Grahama przeprowadzonych w Australii i Nowej Zelandii w 1959 roku. Określane są zwykle mianem The 1959 South Cross Crusades. Była to najdłuższa seria spotkań ewangelizacyjnych przeprowadzona przez Grahama poza granicami Stanów Zjednoczonych. Trwała 16 tygodni, od 15 lutego do 31 maja, uczestniczyły w niej wszystkie protestanckie kościoły z wyjątkiem dwóch ewangelikalnych ugrupowań, przybyło na nią ponad 3 miliony ludzi.

## Przygotowania
Pomysł przeprowadzenia krucjaty w Australii powstał w roku 1954, kiedy Graham spotkał się z anglikańskim arcybiskupem Sydney, Howardem Mowll (zmarł w 1958), podczas spotkania Światowej Rady Kościołów w Evanston. W 1955 roku duchowieństwo z Australii wystosowało wstępne zaproszenie do Grahama, potwierdzone w 1957 podczas nowojorskiej krucjaty. Graham wysłał Jerry’ego Beavana, pracownika BGEA, by pojechał do Australii i Nowej Zelandii dla oceny sytuacji. Beavan odwiedził takie australijskie miasta jak: Melbourne, Sydney, Adelajda, Canberra, Perth i Brisbane, gdzie spotkał się z przywódcami kościołów. W miastach tych mieszkała wówczas ponad połowa mieszkańców Australii.
W trakcie trwania przygotowań w 1958 roku Howard Guinness wydał pamflet „I Object To Billy Graham”, w którym sprzeciwiał się przyjazdowi Grahama do Australii. Pamflet zarzucał, że Graham eksportuje amerykanizm i będzie nawracał na amerykańską religię .
W przygotowaniach do krucjaty zaangażowanych było 9400 osób, dwukrotnie więcej niż w Nowym Jorku (1957), ale mniej niż w Los Angeles (1963), kiedy do przygotowań włączyły się 23 tysiące osób. We wszystkich miastach, do których miał przybyć Graham zorganizowano serię spotkań modlitewnych. W samym Sydney zorganizowano 5000 grup modlitewnych. Zakładano komitety, których zadaniem było dotarcie do wszystkich grup społecznych, od lekarzy i studentów po Aborygenów i Maorysów.
W krucjacie nie wzięli udziału zielonoświątkowcy oraz Stowarzyszenie Niezależnych Ewangelikalnych Kościołów (FIEC). Zielonoświątkowcy zorganizowali własną krucjatę w 1956 roku, przy udziale innego amerykańskiego ewangelisty, Orala Robertsa. Oral Roberts został negatywnie odebrany w Australii i z tego powodu organizatorzy obawiali się, że może to mieć wpływ na mniejsze zainteresowanie krucjatą Grahama. Brano pod uwagę możliwość, że Graham będzie przemawiał do audytorium liczącego 4 tysiące ludzi .

## Przebieg krucjat

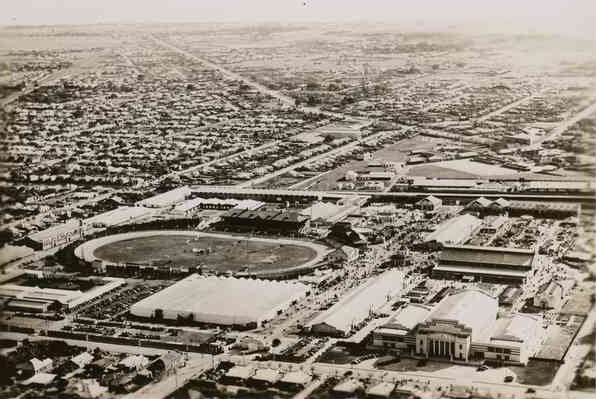
Adelajda, widok na Continental Hall, na którym głosił Graham

Niektóre z krucjat przebiegały w kilku miejscach jednocześnie, a Graham korzystał z pomocy innych ewangelistów (zwłaszcza w Nowej Zelandii). W Auckland ewangelistą był Grady Wilson, w Wellington – Leighton Ford, a w Christchurch – Joseph Blinco, Graham głosił tam jedynie na zakończenie każdej z tych krucjat. W Adelajdzie ewangelistą był Joseph Blinco, Graham głosił na trzech ostatnich spotkaniach, w Perth ewangelistą był Grady Wilson, Graham głosił na dwóch ostatnich spotkaniach, w Brisbane ewangelistą był Leighton Ford, Graham głosił na trzech ostatnich spotkaniach .
Pierwsze spotkanie odbyło się 15 lutego 1959 w Melbourne. Najbardziej uroczystym było ostatnie spotkanie także w Melbourne. Odbyło się 15 marca na Cricket Ground. Według oficjalnych źródeł zgromadziło się wtedy 143 tysiące ludzi. Królowa Elżbieta II wysłała swego reprezentanta, gubernatora stanu Wiktoria, który czytał Biblię, a prezydent Eisenhower przesłał swoje pozdrowienia. Tematem kazania był komunizm. Graham uznał go za największe zagrożenie XX wieku i oświadczył, że komunizm nigdy nie zawładnie światem.
Największe spotkanie odbyło się w Sydney. Według zespołu Grahama na Cricket Ground zgromadziło się 150 tysięcy ludzi , a ponadto ponad milion ludzi słuchało transmisji drogą radiową.
Z Australii Graham udał się do Europy. W Paryżu spotkał swoją żonę. W Londynie chciał zorganizować konferencję prasową, ale brytyjscy dziennikarze nie przejawiali większego zainteresowania tym, co się stało na antypodach. Spacerując z żoną w Hyde Parku, widząc wiele obejmujących się par, „poczuł się jak w sypialni” i to „wydarzenie” spotkało się z zainteresowaniem ze strony brytyjskiej prasy. Zachowanie Grahama było omawiane w brytyjskim parlamencie. Kilka dni później spotkał się z królową Elżbietą II w Pałacu Buckingham i opowiedział jej o swojej pracy w Australii.
Miejsca krucjat
- Melbourne – 15 lutego-15 marca, 719 tysięcy uczestników
- Hobart – 16 marca, 25 tysięcy uczestników
- Launceston – 17 marca, 12 tysięcy uczestników
- Auckland – 29 marca-4 kwietnia, 163 tysięcy uczestników
- Wellington – 30 marca-5 kwietnia, 59 tysięcy uczestników
- Christchurch – 1-8 kwietnia, 133 tysięcy uczestników
- Sydney – 12 kwietnia-10 maja, 980 tysięcy uczestników
- Canberra – 28 kwietnia, 25 tysięcy uczestników
- Adelajda – 13-26 maja, 253 tysięcy uczestników[a]
- Perth – 15-22 maja, 106 800 uczestników
- Brisbane – 17-31 maja, 246 tysięcy uczestników[8]

## Rezultat
Przeprowadzonych zostało w sumie 114 spotkań ewangelizacyjnych. Graham w samym tylko Sydney głosił do 980 tysięcy ludzi. Liczba uczestników we wszystkich miastach wyniosła ponad 3 miliony (nie licząc radiosłuchaczy). Religia stała się w Australii jednym z najważniejszych tematów i gościła na pierwszych stronach gazet. Ponad 130 tysięcy Australijczyków, tj. prawie 2% ówczesnej australijskiej populacji, zadedykowało swoje życie Chrystusowi . Przestępczość w Sydney spadła o 50%. W latach 1960–1961 konsumpcja piwa w Australii była o 10% niższa w stosunku do lat 1958-1959. Po II wojnie światowej w Australii szybko zaczęła wzrastać liczba urodzeń pozamałżeńskich, w latach 1955-1965 liczba ta niemal się podwoiła, jednak w roku 1960 wzrosła tylko o 0,6%.
Liczba uczestników w Nowej Zelandii została oceniona na 335 tysięcy, a 15 982 zadedykowało swoje życie Chrystusowi . Spośród kościołów największym beneficjentem krucjat byli baptyści, do których przyłączyło się 11,6% nawróconych. Podobna liczba osób przyłączyła się do prezbiterian, jednak prezbiterianie stanowili 10,7% australijskiej populacji, podczas gdy baptyści zaledwie około 2%. Wzrosła liczba członków kościoła anglikańskiego i metodystycznego. Wielu przyszłych liderów australijskich kościołów nawróciło się podczas krucjat roku 1959. Należą do nich Peter Jensen, Philip Jensen i Bruce Ballantine-Jones z anglikańskiego kościoła w Sydney . Peter Jensen w 2001 został arcybiskupem Sydney . Do innych znanych konwertytów należy Ron Baker, późniejszy lider baptystyczny oraz Graeme Emerson Bell, ojciec australijskiego jazzu . Krucjaty wzmocniły fundamentalne skrzydło protestanckich kościołów .
Graham odwiedził Australię także w 1968, 1969 i 1979 roku. Nową Zelandię odwiedził w 1969 roku . W 1996 krucjatę w Sydney oraz innych australijskich miastach poprowadził Franklin Graham. W 2009 roku, z okazji pięćdziesięciolecia, BGEA wydało film na DVD upamiętniający krucjatę roku 1959. Film wylicza najbardziej znane osoby nawrócone podczas krucjaty i dowodzi, że krucjata nadała australijskiemu Kościołowi nowy kształt.

## Oceny
Jeszcze zanim Graham przybył do Australii zastępca przewodniczącego komitetu krucjatowego i duchowny prezbiteriański zapowiadał, że po zakończeniu krucjaty będzie się mówiło, że jeszcze żaden człowiek w historii nie głosił Ewangelii do tylu osób w jednym miejscu i tak krótkim czasie. Podczas trwania krucjaty felietonista z Melbourne, Eric Baume, zastanawiał się czym Graham różni się od australijskich ewangelistów i dlaczego jego sukcesy są większe.
8 października na Uniwersytecie w Sydney Graham zapytany o to czy krucjata zapoczątkowała przebudzenie w Australii odpowiedział, że oceny można będzie dokonać po 30 latach .
Krucjatę tę uznano za najbardziej efektywne głoszenie Ewangelii w historii Australii. Zaowocowała ona nieprzerwanym wzrostem australijskich kościołów przez następne 15 lat, wiele z utworzonych wtedy grup biblijnych przetrwało 35 lat i więcej . Środowiska ewangelikalne oceniły, że Australia w roku 1959 była o krok od autentycznego duchowego przebudzenia. Stuart Piggin, historyk ruchu ewangelikalnego w Australii ocenił, że Graham nie powstrzymał upadku wartości chrześcijańskich (czyli dechrystianizacji Australii), a jedynie przyhamował ten proces.
Graham odwiedził Australię jeszcze trzykrotnie, jednak podczas żadnej z wizyt nie odniósł takiego sukcesu, jak w roku 1959. John Russell w 2002 roku ocenił, że sukces roku 1959 był wynikiem powojennego głodu w Australii za wszystkim, co amerykańskie .